# Huangping
Huangping (en chino, 黄平; pinyin, Huángpíng, léase Juáng-Ping) es un condado bajo la administración directa de la Prefectura Qiandongnan en la Provincia de Guizhou, República Popular China.  Su área es de 1670 km² y su población total para 2010 superó los 260 mil habitantes.

## Toponimia
El topónimo Huangping está formado por los sinogramas Huang (黄 amarillo) y Ping (平 plano). El nombre proviene del hecho de que el terreno es plano y la tierra excavada es amarilla.

## Administración
Desde julio de 2020, el  condado Huangping se divide en 11 pueblos que se administran en 8 poblados y 3 villas.